# Daniel Andersson (Fußballspieler, 1977)
Daniel „Danne“ Andersson (* 28. August 1977 in Borgeby) ist ein ehemaliger schwedischer Fußballspieler. Der jüngere Bruder des ehemaligen Bundesligaspielers Patrik Andersson, der hauptsächlich als defensiver Mittelfeldspieler agierte, gewann zweimal den schwedischen Meistertitel und nahm mit der schwedischen Nationalmannschaft an vier internationalen Turnieren teil.

## Werdegang
Daniel Andersson begann seine Profikarriere 1994 bei Malmö FF in der Allsvenskan. Sein Debüt in der Nationalmannschaft feierte der Schwede am 11. Februar 1997 gegen Thailand. Im Sommer 1998 wechselte er nach Italien zum AS Bari in die Serie A. Dort spielte er drei erfolgreiche Jahre und etablierte sich auch im Kader der Nationalmannschaft, so dass er bei der Europameisterschaft 2000 zum Aufgebot gehörte. Zwischen 2001 und 2004 folgten glücklosere Stationen bei der AC Venedig, Chievo Verona und Ancona Calcio. Zwar nahm er noch an der Weltmeisterschaft 2002 teil, kam aber nicht zum Einsatz und gehörte nach dem Turnier zunächst nicht mehr der Landesauswahl an.
Im Sommer 2004 kehrte Andersson zu seinem Heimatverein Malmö FF zurück und konnte sich als Stammspieler im defensiven Mittelfeld etablieren. Mit 11 Saisoneinsätzen trug er in der Spielzeit 2004 zum schwedischen Meistertitel bei. Als Stammspieler verpasste er auch in den folgenden Jahren nahezu kein Spiel und spielte sich zurück in die Landesauswahl. Bei der Weltmeisterschaft 2006 in Deutschland gehörte er wieder zum Aufgebot und kam zu einem Kurzeinsatz, als er im Gruppenspiel gegen England in der Nachspielzeit eingewechselt wurde. Auch bei der Europameisterschaft 2008 wurde er von Nationaltrainer Lars Lagerbäck berücksichtigt.
Nachdem sich Schweden nicht für die Weltmeisterschaft 2010 in Südafrika qualifizieren konnte, gab Andersson am 14. Oktober 2009 bekannt, seine Karriere als Nationalspieler zu beenden. Dennoch blieb er weiters für Malmö FF aktiv und führte – mittlerweile in der Position des Verteidigers – als Mannschaftskapitän den Klub in der Spielzeit 2010 zum schwedischen Meistertitel. An der Seite von Ulrich Vinzents, Jiloan Hamad, Guillermo Molins und Agon Mehmeti verpasste er kein Spiel der Meisterschaft und zeichnete sich als fünffacher Torschütze aus.

## Erfolge
- Schwedischer Meister: 2004, 2010